# Bisonjagt
Bisonjagt var livsfundamentet for en række nordamerikanske prærieindianere gennem flere årtusinder indtil 1880erne. Da var bisonen tæt på udryddelse især som følge af kommerciel jagt for at mætte fremmede markeders behov for skind.:338 

## Nordamerikanske prærieindianere
Indianerne jagtede bisoner i store fællesjagter overvåget af et krigerselskab efter afholdelse af påkrævede ceremonier,:74  og de drog frit på jagt alene og sammen med venner som familieforsørgere.:172  Storvildtet blev enten nedlagt med våben, drevet til spring ned i afgrunde eller fanget i indhegninger og dræbt. Når isen i præriens store floder brød op om foråret, hoppede bl.a. hidatsaerne fra isflage til isflage og trak bisoner druknet i vinterens løb ind til land og nød dem.:26  Uanset metode risikerede bisonjægerne ofte liv og lemmer under forsøget på at sikre sig et bytte.:30 
Bisonjagten forsynede indianerne med frisk kød, og den gav dem også mulighed for at opbygge et forråd af pemmikan til hårde tider. Især lejrenes efterårs- og tidlige vinterjagter var vigtige for at klare sig gennem årets koldeste måneder.:194  Biprodukter af jagten var f.eks. bolig og klæder syet af skind. Garvede huder og tørret kød kunne byttes til majs hos præriens indfødte agerdyrkere:43  og i historisk tid også til klædestoffer og metalredskaber i de hvides handelsstationer.:50 
Med indianernes anskaffelse af heste op gennem 1700-tallet ændrede bisonjagten karakter og i det hele taget forandrede livet på prærien sig. Vildtet var lettere at finde og derpå at følge over længere distancer, og en god jagthest indhentede nemt en flygtende bisonko.:14  Muligheden for at jage bisoner til hest fik et helt folk til at ændre levevis i 1790erne og starte på en ny tilværelse som prærieindianere, nemlig plains cree.:29 
Stammer i Rocky Mountains bjergdale som flathead,:49  kootenai:38  og pend d’oreille fulgte gamle stier over bjergpas for at nå ned til præriens bisonområder trods faren for at skulle kæmpe mod blackfoot stammen.:121 
Ved at bygge deres tilværelse op om vellykkede bisonjagter risikerede prærieindianerne at sulte under dårlige jagtperioder.:108 
Lejrene stødte gentagne gange sammen med jægerfolk fra andre stammer,:177  der var lige så afhængige af bisoner, på grund af den evige kamp om retten til de bedste jagtmarker.:17  Bisonjægere på jagt alene eller i små grupper risikerede at miste livet til en krigsgruppe, mens de fokuserede på jagten eller var optaget af at partere et bytte.:164 

## Bisonjagt – en ældgammel beskæftigelse
Et fundsted i North Dakota, (32MN234), med et helt lag bisonknogler og flere pilespidser menes at vise, hvor dyrene i en bisonhjord blev omringet, nedlagt og parteret for omkring 8.000 år siden.:6.51 
Ved starten på vor tidsregning var jægerne på den nordlige prærie stadig afhængige af bisonen,:19  og 1.000 år senere udgjorde den også langt størstedelen af byttedyrene nedlagt af de første byboende agerbrugere ved Missouri River.:23  Situationen var stort set den samme andre steder på prærien.

## Bisonjagt i historisk tid
Den spanske soldat Castañeda i Coronado ekspeditionen beskrev et sydligt præriefolk kaldt querechos som tipiboende bisonjægere med hunde til at trække deres bagage på travoiser i 1542.:504 
I 1808 så en pelsopkøber 50 taovaya/wichita jægere til hest nedlægge 41 bisoner på kort tid med kun bue og pil samt spyd/lanse.:59 

## Bisonjagt med våben

### Våben anvendt under bisonjagten
Til bisonjagt anvendte indianerne længe bue og pil samt spyd/lanse.:1 
Jagtpile kunne bære et personligt mærke for at forhindre skænderier over nedlagt bytte efter en fællesjagt. :200  En dygtig jæger kunne skyde en pil helt igennem kroppen på en bison;:507  med held formåede en bereden bueskytte at nedlægge to bisoner, der løb side om side, med den samme pil.:81  Geværer kunne bruges, men lyden af skud gjorde en flygtende hjord endnu mere skræmt, og krudt og kugler måtte købes hos de hvide.:77  Først efter 1875 ser ildvåben ud til helt at have erstattet bue og pil.:80 
På tæt hold brugte indianerne en stenkølle til at gøre det af med sårede dyr, der f.eks. lå anskudt i en indhegning.:95 

### Bisonjagt uden brug af hest
Før indianerne fik heste omringede folkene i en lejr en hjord bisoner og indsnævrede cirklen, til mændene kunne nedlægge dyrene med pileskud.:141  Dyrene kunne også kredses ind ved at antænde præriegræsset omkring dem.:173  Om vinteren lod crow høvding One Heart hurtigløbere drive bisoner ud på den tilfrosne Yellowstone River, hvor det glatte underlag gjorde det svært for dyrene at flygte.:87  Assiniboiner i skjul lokkede bisonkøer indenfor skudhold ved at imitere en kalvs brølen,:173  og om vinteren tvang fodfolk med snesko på bisonerne ud i dybe snedriver og gjorde det af med dem der.:94 
Omkring 8.000 år f.Kr.:156  blev mindst 190 bisoner dræbt med spyd efter at indianere havde drevet dem ned i et to meter dybt og tre meter smalt flodleje med et lavt vandløb, hvorfra de ikke kunne komme op igen.:1 

### En fælles bisonjagt til hest
For at gennemføre en langvarig fællesjagt på prærien med op til 5.000 mænd, kvinder og børn i lejrene:94  måtte der gerne vælges en leder, der påtog sig hovedansvaret for jagten.:263  Der skulle måske også gennemføres en ceremoni, som f.eks. pawnee stammens the Great Washing Ceremoni. Efter dette obligatoriske renselses-ritual kunne stammen gennemtrave prærien uden frygt for at skræmme bisonerne bort.:98  De byboende mandaners sommerjagt fulgte en forud planlagt prærierute efter først at have afholdt okipa-ceremonien, hvis formål bl.a. var at sikre talrige bisoner på jagtmarkerne.:88 
Planlagte jagter blev aflyst, hvis lejrens spejdere rapporterede om overlegne fjender på de udsete jagtmarker,:88  eller hvis utvetydige tegn afslørede en fjendtlig lejrs nærvær.:121 
En jæger efterså sin bue og sine pile før enhver jagt og hvæssede sin kniv.:74  Modige drenge jagtede bisoner fra 16 års alderen.:172  For at beskytte sig mod insektbid om sommeren smurte nogle jægere sig ind i vådt ler.:77 
Det var elementært altid at nærme sig en bisonhjord op mod vinden.:95  Mens jægerne til hest indtog deres positioner lige op til en fællesjagt, holdt et lejr-politi opsyn med dem og straffede enhver, der prøvede at øge sine egne chancer for en god jagt uden hensyn til det fælles vel.:31  Blandt lakotaerne havde akicitaerne denne opgave,:313  mens black mouth alders-selskabet forhindrede ivrige hidatsaer fra at starte en jagt i utide.:81 
På signal galoperede jægerne frem mod hjorden. De indhentede og red forbi de tunge bisontyre og nåede snart op til de eftertragtede køer og kvier forrest i den flygtende hjord.:157-158  Her red de helt tæt på et udvalgt dyr, skød en pil mod det og udså sig så et nyt bytte. Dårligt stillede jægere uden heste og derfor til fods skød efter det første dyr, de kom i nærheden af og fik sjældent flere chancer for at nedlægge bisoner den dag.:80 
Jægerne og eventuelle hjælpere stod for grovparteringen af storvildtet ude på jagtmarkerne.:272  Leveren og eventuelt andre indvolde blev gerne nydt rå på stedet.:101  Om vinteren varmede en jæger måske først sine hænder i en nedlagt bisonkos skede for at undgå at bruge en skarp kniv med stivfrosne fingre. I sommerens hede holdt drenge fluer væk fra kødet ved at vifte med løvfyldte grene.:81  Kødklumperne blev bragt tilbage til lejren på medbragte pakdyr eller pakket og båret på ryggen.:236  Mænd med et rigt bytte forventedes frivilligt at tilbyde mindre heldige jægere, gamle folk samt enker en god udskæring eller en hel bison.:32 
Kvinderne findelte kødet i lejren og tørrede det, ligesom de forarbejdede de hjembragte skind.:274 

## Bisoner fanget i indhegninger
Indianerne sikrede sig kød til mange dage ved at fange bisoner i konstruerede indhegninger. Dyrene lod sig lokke frem mod indelukket af en løber iført bisonskind med horn,:48  mens ryttere pressede på dem bagfra og ind i fælden. Jægerne klatrede op på hegnet, hvorfra det var let at dræbe dyrene med pileskud eller spyd.:95  En fordel ved denne type jagt var, at den nøjagtige slagteplads var kendt på forhånd. Lejren kunne rejses tæt ved, så det nedlagte bytte kun skulle transporteres over en kort afstand.:532 
Runde indhegninger var det mest brugte, men indianerne byggede dem også firkantede og i andre former.:40 
En indhegning af flettede grene konstrueret af plains crees i en lavning på prærien havde en diameter på knap 100 meter. Den var til brug om vinteren. Dyrene sprang ned i indelukket efter dels at have være gennet frem mod det af ryttere og dels være blevet holdt på den rette kurs af pæle opstillet i en V-form og på det sidste stykke af hujende indianere.:112  Oppe fra et træ i midten af indhegningen sang en hellig mand velkomstsange til Grandfather Buffalo og forklarede dyrene, hvorfor de nu nødvendigvis måtte lade livet.:103  Træet var behængt med kødstrimler og offergaver i form af klædestoffer. Alle dyrene blev skudt med pile eller kugler.:113 
Blackfoot stammen forhindrede bisonerne i at bryde gennem indhegningen ved at bygge den med tilspidsede pæle vendt ind mod dem.:166 
Allerede i forhistorisk tid lader jagtmåden til at have været anvendt måske årligt og måske sæsonbestemt.:198  Dengang gennede hurtigløbere bisonerne frem mod indhegningen. I en arapaho myte om stammens allerførste brug af en indhegning til fangst af bisoner formes denne med en åben side ud til en afgrund. De indhegnede dyr løber omkring i indelukket, til de til sidst ikke kan se noget for ophvirvlet støv og styrter i kløften, hvor arapahoerne kan komme til dem.:7 
Assiniboiner, plains crees og nordlige sortfødder uden mange heste:168  var de sidste indianere til at tage bisoner i indhegninger. I 1850erne havde assiniboinerne tre klar til brug i omegnen af handelsstationen Fort Union. Alle andre præriestammer ejede på det tidspunkt så mange jagtheste, at de ikke anvendte metoden længere.:532 

## Bisoner drevet ud over en kant (Buffalo Jump)
En praksis brugt gennem årtusinder af indianerne til at sikre sig bisoner på var dels at lokke, dels at skræmme en hjord til at hoppe ud over en kant og styrte i døden.:195  Med en forud kendt slagteplads ved foden af en stejlt skrænt eller i bunden af en kløft kunne indianerne fra start slå lejr, så den ville ligge tæt ved de ophobede dyrekroppe.:163 
Crowerne kendte flere steder i Montana, hvor prærie-plateauet pludselig endte og gik over i et brat fald ned i en kløft. Den forhistoriske crow høvding Running Coyote lærte sit folk at bruge buffalo jumps efter at set det i en vision.:153 
En måde at bruge et bisonstyrt på var, at en medicinmand stillede sig op på prærien tæt ved kanten tidligt om morgenen. Under magisk sang og med et bisonbagben i hver hånd udpegede han med klovene forrest bisonhjordens flugtrute fra dens soveplads og hen til faldet. Gode løbere satte hjorden i bevægelse og tvang den i retning af kløften; eventuelt hjulpet af hunde.:88  Indtil dyrene sprang i døden, blev de holdt samlet af folk placeret i siderne af flugtruten og af snesevis af varder stillet op i en kileform over en strækning på mere end 100 meter.:158 
Crow høvding Tip of Fur havde held med et spontant gennemført bisonstyrt så sent som i 1865.:87 
Kendte buffalo jumps er f.eks. Place Where Men Pack Meat (crow) og Head-Smashed-In Buffalo Jump (blackfoot).

## Byttets partering
Parteringen af en bison i store kødstykker, så byttet kunne transporteres hjem til finere udskæring, tog en øvet jæger omkring en times tid.:110 
Opskæringen af en bison kunne variere lidt fra stamme til stamme:99  og afhang også af den planlagte brug af bisonskindet. Castañeda så prærieindianere skære skindet op ned langs ryggen af en bison med et flinteredskab og trække hver halvdel af det delte skind ned over flanken og endelig helt af ved benene. Jægerne hvæssede flintestykket ved at bide små fliser af med tænderne.:98 
Et skind beregnet til en tipi skulle tages i ét stykke fra bugen af med dyret trillet om på ryggen til start. Den skarpe kant af en muslingeskal:443  eller et tyndt skulderblad fra en bison var velegnet til at flå en bison med, før indianerne fik adgang til metalknive.:283 
Omahaerne skar en bison op i bl.a. for- og bagben, ribben og bryststykke, ligesom de tog vomme, fedtlag og indvolde. Efter en rig jagt lod de forbenene være, fordi disse var hårde og nærmest uden kød.:273  Prærien rundt var bisontunger værdsat som delikatesser.:443 
Når der var behov for det, skar jægerne bisonen helt op og bragte både kød, fedtlag, knogler med marv samt indvolde tilbage til lejren (hel partering). Hvis lejrens parflecher allerede bugnede af pemmikan, og jægerne kun havde nedlagt bytte for at få frisk kød, tog de de bedste kødstykker og lod resten ligge til præriens ådselæderne (let partering).:100 
Efter f.eks. et givtigt bisonstyrt kunne en lejr stå med flere dyr, end den kunne nå at partere, før f.eks. sommervarmen gjorde kødet uspiseligt.:107 

## Udbyttet af jagten
Jægerne kunne skære ca. 180 kg frisk, anvendeligt kød ud af en bisonko ved hel partering og af en tyr mere end det dobbelte.:107  Ved at tørre kødet hjemme i lejren og få al væske ud af det, tabte det vægt uden at miste næringsværdi.:112  Via tørringen lykkedes det indianerkvinderne at skrumpe 180 kg frisk kød fra en bisonko ned til ca. 20 kg tørret kød og knap 23 kg pemmikan, der let kunne gemmes og transporteres i to parflecher.:113 
Vægten af det brugbare kød fra f.eks. et vellykket buffalo jump kunne overstige 30 tons.:121 
Med heste var det muligt for en lejr med 80 familier at flytte fra plads til plads med et samlet forråd af tørret kød og pemmikan på mere end 4 tons.:132 

## Betydningen af bisonjagten
Bisonjagten var hjørnestenen i hele prærieindianernes levevis året rundt.:9  Den skaffede familien frisk kød, mens kød i overskud blev strimlet og tørret til pemmikan.:111  Ved at drikke drøvtyggerens mavesafter:98  og spise bisonfoster,:90  -lever, -hjerne, -nyrer, -testikler samt -marv og -blod sikrede indianerne sig vigtige næringsstoffer.:101  Brug af bisontunger fra det nedlagte bytte indgik i flere ceremonier som f.eks. soldansen.:236 
Bisonskind syet sammen med bisonsene tjente som praktiske boliger. Tøj, skindsko og soveskind var andre fornødne produkter af jagten. Dyrets knogler og horn gjorde nytte som f.eks. skindskrabere, haveredskaber og spiseskeer.:337  Ved at langtidskoge et nakkeskind og sener fremstillede indianerne lim.:75  Et stort bisonskind påspændt et kuppelformet træskelet blev til en rundbåd.:184  Et skjold var lavet af bisonskind:150  og en buestreng af en snoet sene.:47  At nedlægge en hvid bison og ofre skindet var så betydningsfuldt for lakotaerne, at de fastholdt begivenheden ved at navngive året efter den i deres vintertællinger.:18 
En ukomplet liste over anvendelsen af bisonen nævner mere end 80 forskellige ting fra redskaber over genstande brugt i ceremonier til legetøj.:150-151 
I historisk tid skaffede indianerne sig eksotiske varer ved at bringe bisonskind og tørret kød til de hvides handelsposter på prærien. Pelsopkøberne i Fort Pierre og de øvrige af American Fur Company’s forter sendte tilsammen op mod 70.000 bisonskind til storbyerne østpå hvert år i tidsrummet 1833-1843.:93  Her fik man bl.a. overfrakker og galocher ud af skindene, mens garn spundet af pelsen blev brugt til diverse tekstiler.:78 

## Fejlslagne bisonjagter
Slog bisonjagten fejl gentagne gange kunne det ende med, at lejren sultede.
En lakota vintertælling beretter om en så snerig vinter i 1790, at lejren måtte overleve på opgravede rødder.:655  I 1812 ramte sulten på ny en lakota vinterlejr.:10  I en kiowa myte får helten en vision og redder sit folk fra en truende hungersnød.:127 

## De sidste bisonjagter
Op gennem 1870erne og 1880erne gennemførte præriestammerne deres sidste bisonjagt.
Omahaerne var på deres sidste fællesjagt i 1876.:634  Lakotaernes sidste store bisonjagt var i oktober 1883, da de nedlagde op mod 1.000 bisoner i løbet af to gode jagtdage.:173  Efter 1883 så gros ventre stammen kun få bisoner omkring Milk River i Montana.:61  Kiowaerne måtte aflyse stammens soldans i 1884, da de ingen bisoner kunne finde og ergo manglede det obligatoriske bisonskind til at placere i soldanshyttens centerstolpe.:52 